# Intervenção federal no Rio de Janeiro em 2018

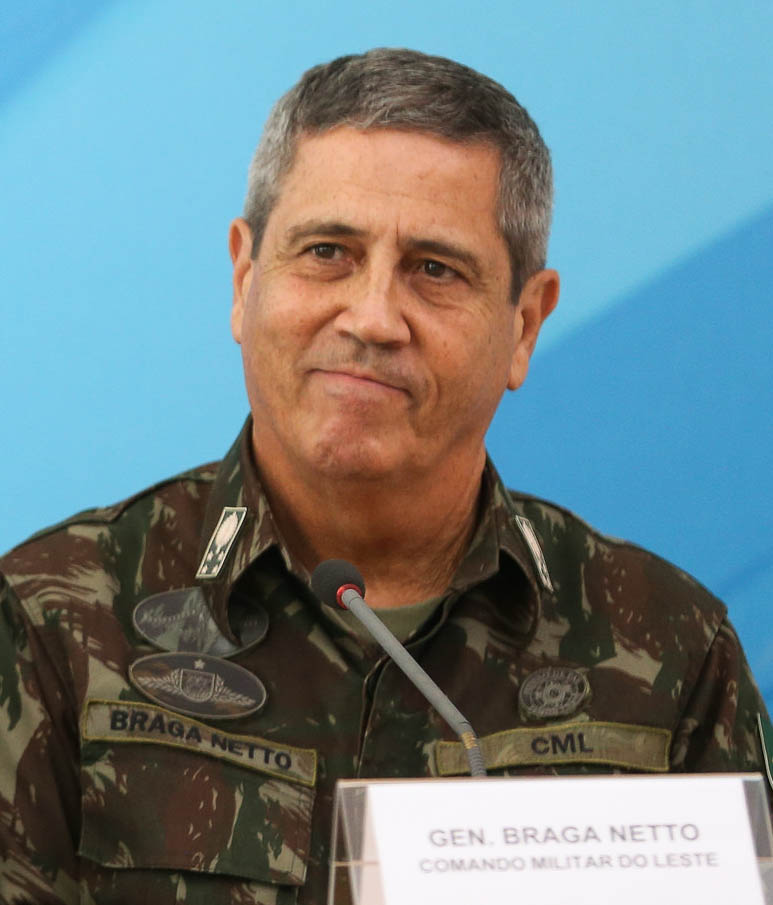
O comandante Militar do Leste, General Braga Netto, em entrevista coletiva sobre o decreto de intervenção no Estado do Rio de Janeiro.

A intervenção federal no Rio de Janeiro em 2018 foi a decisão do Governo Federal do Brasil de intervir na autonomia do estado do Rio de Janeiro. Foi a primeira aplicação do art. 34 da Constituição Federal de 1988. Foi decretada com o objetivo de amenizar a situação da segurança interna, com término em 31 de dezembro de 2018. A decisão foi instituída por meio do Decreto n.º 9.288, de 16 de fevereiro de 2018, outorgado pelo Presidente da República, com publicação no Diário Oficial da União no mesmo dia.
O decreto de intervenção restringiu os efeitos à segurança pública do estado do Rio de Janeiro e foi assinado pelo Presidente da República, Michel Temer, em 16 de fevereiro de 2018. A assinatura foi antecedida por reunião de emergência no Palácio da Alvorada com ministros, o presidente da Câmara dos Deputados, Rodrigo Maia, o presidente do Senado Federal, Eunício Oliveira, e o governador do Rio de Janeiro, Luiz Fernando Pezão.
Foi nomeado como interventor o general de exército Walter Souza Braga Netto, comandante do Comando Militar do Leste, que tem seu quartel-general localizado na cidade do Rio de Janeiro. O general Braga Netto foi um dos responsáveis pela segurança nos Jogos Olímpicos de Verão de 2016, sediado nessa mesma cidade. O general assumiu o comando da Polícia Militar do Rio de Janeiro, da Polícia Civil e do Corpo de Bombeiros, e respondia diretamente ao Presidente da República.

## Contexto histórico
Em 2016, o estado do Rio de Janeiro passava por uma crise econômica, sofrendo até mesmo com falta de verbas para o pagamento de salários dos servidores públicos. Essa carência de recursos também afetou os investimentos em segurança pública, obrigando o governo estadual a declarar estado de calamidade pública. Contudo, a condição do Rio de Janeiro continuou piorando, houve um aumento significativo do número de assassinatos e de outros crimes, chegando ao nível de policiais militares sofrerem com a violência urbana. Em 2017, o problema se agravou mais, tendo o ano acabado com 134 policiais militares mortos por conta da criminalidade, numa escalada que aparentava continuar em 2018. Assim, desde 2017, o Rio de Janeiro é palco da Operação Furacão (ou Operação Rio), que foi decretada pelo presidente e constitui uma operação de Garantia da Lei e da Ordem (GLO). Organizou-se um Estado-Maior conjunto, que conta com a participação das forças federais de segurança (Agência Brasileira de Inteligência, Polícia Rodoviária Federal, Força Nacional de Segurança Pública e Polícia Federal).

## Reações contrárias
Pouco após a edição do decreto de intervenção no Rio de janeiro, a medida foi questionada no Supremo Tribunal Federal (STF). O mandado de segurança de número 35 534 (MS 35 534) alegava que o decreto presidencial foi editado sem ouvir previamente o Conselho da República e o Conselho de Defesa Nacional. A ação foi distribuída à ministra Rosa Weber, que negou seguimento em razão da impossibilidade de a parte interpor tal ação no STF. Alguns analistas compararam a intervenção federal com o Plano Cruzado, por entenderem ser uma ação paliativa, de efeito temporário, que não trata de medidas estruturais capazes de combater o crime no longo prazo. Um mês após intervenção no Rio, o governo federal ainda não havia definido quanto seria necessário para financiar as ações dos interventores, nem como os recursos seriam obtidos, reforçando a imagem de improviso da medida.
Em 14 de março de 2018 o Partido Socialismo e Liberdade (PSOL) ajuizou a Ação Direta de Inconstitucionalidade - ADI 5.915/DF, distribuída ao ministro Ricardo Lewandowski, sustentando inicialmente que a medida adotada pelo Presidente da República, além de desproporcional e dispendiosa, possui nítido caráter eleitoral, em afronta ao que dispõe o art. 36, combinado com o art. 84, X, da Constituição Federal. Além disso, aponta, em síntese, vícios de formalidades essenciais, uma vez que, ante o princípio constitucional da não intervenção da União dos Estados (art. 4°, IV), o decreto interventivo foi editado sem justificativas e fundamentação suficientes, sem a prévia consulta aos Conselhos da República e da Defesa Nacional e sem especificar as medidas interventivas. Argumenta, ainda, que o ato questionado seria inconstitucional por ter natureza de uma intervenção militar, com as atribuições de poderes civis de Governador a um General de Exército. Devido à relevância da matéria e o seu especial significado para a ordem social e a segurança jurídica, o ministro relator adotou o procedimento abreviado previsto no art. 12 da Lei 9 868/1999, e solicitou informações ao Presidente da República e a abertura de vistas, sucessivamente, à Advocacia-Geral da União e à Procuradoria-Geral da República. A ação foi prejudicada por decisão monocrática de 28 de fevereiro de 2019, e transitada em julgado em 29 de março de 2019, pois a Intervenção foi encerrada em 31 de dezembro de 2018.

## O Plano Estratégico do Gabinete de Intervenção
O Gabinete de Intervenção Federal apresentou em 29 de maio de 2018 um Plano Estratégico com a finalidade de “estabelecer as bases do planejamento estratégico e de gestão das atividades a serem desenvolvidas no âmbito do Gabinete de Intervenção Federal na Segurança Pública do Estado do Rio de Janeiro – GIF/RJ”, segundo o próprio documento.
O Plano vai além das iniciativas militares propriamente ditas, apresentando amplas estratégias de gestão, reestruturação e integração entre os OSP.
Considerando o tempo da intervenção, a complexidade e a abrangência das ações a se realizarem, o Plano expõe ações que chama de “emergenciais”, que procuram resultados de curto prazo, e “ações estruturantes”, que visam resultados a médio e longo prazo.
Dentro deste escopo, diz que os planejamentos e ações de segurança pública e de defesa devem ser subsidiadas pelo conhecimento produzido pela inteligência sob coordenação e planejamento integrado com apoio de meios de Tecnologia da informação.

Ao tratar sobre o contexto do Estado do Rio de Janeiro à época do decreto de intervenção, o Plano destaca que:
“não há liberdade de ação para as ações da Intervenção Federal, questionada desde sua decretação, seja por questões politico eleitorais, ideológicas ou viabilidade técnica. Nesse sentido, há uma permanente demanda por informações, dos mais variados grupos de interesse (steakholders) sobre as atividades da Intervenção, ao mesmo tempo, em que os ‘grupos de interesse’ favoráveis à Intervenção Federal, precisam se organizar e unir esforços em torno de um discurso positivo e com a realização de ações complementares em apoio às atividades da Intervenção. As ações do GIF, qualquer que seja o estado final projetado, somente terão um legado estratégico se todas as instituições dos diversos níveis de governo participarem em suas esferas de atribuição”

## Discussão
A atuação do Gabinete de Intervenção provocou polêmicas. Por um lado, grupos ligados a órgãos com ideologia de esquerda e contra o militarismo, como o Observatório da Intervenção e Anistia Internacional, criticaram a atuação do Gabinete, destacando o aumento de mortes por intervenção policial, entre outros. O MPRJ, entretanto, afirmou que isto seria decorrência do maior aumento da presença policial, aliado à reação violenta dos criminosos. O Gabinete de Intervenção, por outro lado, destacou as ações estruturantes, cujos resultados não foram observados a curto prazo, e divulgou a redução de outros índices, como roubo de rua, roubo de veículos e roubo de carga.
A operação acabou com o aumento de assaltos de rua e a diminuição de assaltos de veículos e cargas e mortes violentas se comparado ao ano anterior, mas com todos os índices acima da média histórica entre 2008 e 2018, porém com o aumento récorde de 36,1% de mortes através de agentes do estado. Críticos apontam que, assim como a desarticulação dos cartéis de Medelin e Cali não resolveu o problema do narcotráfico na Colômbia, a atuação militar sem o investimento na retirada das condições que criam esse tipo de atividade provavelmente apenas resultará no fortalecimento dos traficantes. Também, o exército gastou apenas 4,2% da verba em inteligência.

## Investigação criminal
Em setembro de 2023, a Polícia Federal do Brasil abriu inquérito para investigar a existência e subsequente extensão de fraudes financeiras realizadas durante a intervenção federal, que recebeu ao todo R$ 1,2 bilhão de recursos federais. Em 12 de setembro de 2023, vários mandados de busca e apreensão foram executados em três Estados e no Distrito Federal visando apurar crimes de patrocínio de contratação indevida, dispensa ilegal de licitação, corrupção ativa e passiva e organização criminosa, os quais teriam sido praticados por servidores públicos federais na aquisição de 9.360 coletes à prova de balas. A fraude teria consistido em inflar os preços dos coletes em licitações para posteriormente pagar as verbas à empresa estadunidense CTU Security LLC em troca de propina para servidores brasileiros. O governo dos Estados Unidos detectou a movimentação financeira da empresa com recursos brasileiros no curso de uma investigação que conduzia sobre o assassinato de Jovenel Moïse, e enviou os indícios dos crimes ao Brasil.
O Tribunal de Contas da União paralelamente apontou prejuízos decorrentes dos desvios na cifra de R$4,6 milhões.
Walter Souza Braga Netto, atualmente general da reserva do Exército brasileiro, interventor nomeado pelo então presidente da República Michel Temer à época e posteriormente ministro no governo Jair Bolsonaro, teve o seu sigilo telefônico quebrado por autorização da Justiça.
Márcio Moufarrege, doleiro acusado de tráfico internacional de drogas por usar um avião da FAB para transportar cocaína à Espanha durante uma parada da comitiva presidencial de Jair Bolsonaro ao país em 2019, é investigado por transferir de forma clandestina dinheiro entre EUA e Brasil para os militares envolvidos na compra dos coletes balísticos durante a intervenção.